# Скибенко, Владимир Петрович
Владимир Петрович Скибенко (род. 25 июля 1947) — советский легкоатлет, специалист по прыжкам в длину. Выступал на всесоюзном уровне в 1960-х и 1970-х годах, чемпион СССР, победитель первенств всесоюзного и всероссийского значения, участник международных турниров в составе советской сборной. Представлял Ростов-на-Дону и спортивное общество «Спартак». Мастер спорта СССР.

## Биография
Владимир Скибенко родился 25 июля 1947 года. Занимался лёгкой атлетикой в Ростове-на-Дону под руководством заслуженного тренера РСФСР Тимофея Васильевича Прохорова, выступал за добровольное спортивное общество «Спартак».
В 1965 году выполнил норматив мастера спорта СССР по лёгкой атлетике.
Первого серьёзного успеха в прыжках в длину добился в сезоне 1966 года, когда вошёл в состав советской сборной и выступил на Европейских юниорских легкоатлетических играх в Одессе — с результатом в 7,57 метра завоевал серебряную награду, уступив только представителю ГДР Максу Клаусу.
В 1970 году на чемпионате СССР в Минске превзошёл всех соперников, прыгнув на 7,86 метра.
В 1972 году получил серебро на зимнем чемпионате СССР в Москве (7,58), занял первое место на соревнованиях в Нальчике (7,78).
В 1973 году взял бронзу на чемпионате СССР в Москве и на международном турнире в Праге, во втором случае установил свой личный рекорд в прыжках в длину на открытом стадионе — 7,81 метра.
В январе 1974 года победил на соревнованиях в Москве, установив личный рекорд в прыжках в длину в помещении — 7,81 метра.
В мае 1975 года отметился победой на домашнем турнире в Ростове-на-Дону, где показал результат 7,80 метра.